# Sohrab Moradi
Sohrab Moradi (in persiano سهراب مرادی‎; Sedeh Lanjan, 22 settembre 1988) è un sollevatore iraniano, medaglia d'oro alle Olimpiadi di Rio de Janeiro 2016 nella categoria fino a 94 kg.

## Palmarès
- Olimpiadi

Rio de Janeiro 2016: oro nei 94 kg.
- Mondiali

Anaheim 2017: oro nei 94 kg.
Aşgabat 2018: oro nei 96 kg.
- Giochi asiatici

Giacarta 2018: oro nei 94 kg.
- Campionati asiatici

Kanazawa 2008: bronzo nei 77 kg.
Taldykorgan 2009: oro negli 85 kg.
Pyeongtaek 2012: oro negli 85 kg.
Tashkent 2020: argento nei 96 kg.